# Enamorado por primera vez
Enamorado por primera vez è un singolo del cantante spagnolo Enrique Iglesias, estratto come primo singolo dall'album Vivir del 1997.

## Classifiche
| Classifica (1997)                             | Posizione massima |
| --------------------------------------------- | ----------------- |
| U.S. Billboard Hot Latin Tracks               | 1                 |
| U.S. Billboard Latin Pop Airplay              | 1                 |
| U.S. Billboard Latin Regional Mexican Airplay | 1                 |
| U.S. Billboard Latin Tropical/Salsa Airplay   | 7                 |